# Kathleen Le Messurier
Kathleen Le Messurier – australijska tenisistka.
W roku 1932, kiedy w turnieju Australian Open udział brali jedynie reprezentanci Australii, osiągnęła finał, przegrywając z Coral Buttsworth 7:9, 4:6. Nigdy więcej nie miała szansy wygrać tego turnieju. Czterokrotnie docierała do finałów konkurencji gry podwójnej z różnymi partnerkami, za każdym razem jednak przegrywała. Finałowymi pogromczyniami Messurier i jej deblowych koleżanek były w większości przypadków czołowe tenisistki krajowe, które święciły triumfy na kortach mistrzostw Australazji w pierwszych latach rozgrywania turnieju. Należą do nich Daphne Akhurst Cozens, Esna Boyd, Sylvia Lance Harper, Coral Buttsworth oraz Marjorie Cox Crawford.